# Svetlîi
Svetlii (en rumano: Svetlîi; en gagauzo: Svetlıy) es una comuna y pueblo de la unidad territorial autónoma de Gagaúzia, al sur de Moldavia.

## Toponimia
El nombre del asentamiento en otros idiomas de importancia en el asentamiento es Svetly (en ruso: Светлый; en ucraniano: Світлий).

## Geografía
Svetlii se encuentra a orillas del río Yalpug, a 20 kilómetros de Taraclia y 35 km al sur de Comrat. 

## Historia
Pero desde 1814, el zar Alejandro I permitió el traslado de emigrantes alemanes de Prusia Oriental y de otras regiones de Alemania, cuyo número en los años 40 del siglo XIX llegaron a 26 mil personas. Recibieron 150 mil hectáreas de tierra y fundaron 25 colonias entre 1814 y 1840. Los alemanes, al fundar nuevos asentamientos, les dieron el mismo nombrede donde procedían y en 1834, se fundó Denevitsa en el distrito de Artsiz del uyezd de Izmaíl.
El pueblo de Svetlîi fue fundado en 1913 por descendientes de esos primero inmigrantes alemanes étnicos que se establecieron aquí con el permiso de las autoridades zaristas. El nombre original del pueblo era Novaia Denevița (en ruso: Новая Деневица). Tras la Segunda Guerra Mundial, todos los alemanes del pueblo fueron expulsados.
En 1950, el pueblo pasó a llamarse Svetlîi y el 3 de septiembre de 1951, el pueblo recibió el estatus de "posiolok de trabajadores". En el referéndum moldavo de 1995, los habitantes del pueblo votaron a favor de la entrada en Gagaúzia.

## Demografía
La evolución de la población de Svetlii entre 1939 y 2009 fue la siguiente:
| 281                          | 1883 | 2110 |
| (Fuente: Localitati Moldova) |      |      |

Según el censo de 2004, los gagaúzos representaban el 35,85% de la población; los búlgaros de Besarabia, el 27,24%; los rumanos, el 13,33%; los ucranianos, el 12,06%; y los rusos, el 9,88%.